# 矯枉過正 (歌曲)
《矫枉过正》是美国音乐组合Twenty One Pilots的一首歌曲，于2024年2月29日透过Fueled by Ramen发行，也是他们的第七张录音室专辑《Clancy》的主打单曲。歌曲由主唱泰勒·约瑟夫和保罗·梅尼共同创作和制作。

## 背景
2024年2月15日，二十一名飞行员之前的专辑《Vessel》（2013年）、《Blurryface》（2015年）、《Trench》（2018年）和《Scaled and Icy》（2021年）的封面照片在音乐播放平台被贴上了红色胶带。此外，一些粉丝还收到了由“德马圣城”（Sacred Municipality of Dema）发送的邮件，这是《Trench》故事情节中虚构的反乌托邦城市。邮件中包含故事情节主角克兰西的日记页，他宣称凭借“念力的新力量”，他“不再感到无能为力”，并暗示他想穿越海峡并与“匪帮团”（Banditos）一起“创造一团烈火”，在虚构的Trench大陆上发起叛乱。邮件随附的地图上揭示了一个名为“帕拉丁海峡”（Paladin Strait）的新地点，位于大陆和一个名为“Voldsøy”的小岛之间，以及信件中暗藏的循环数字2-2-9，让粉丝们相信新歌将于 2月29日发行。后粉丝发现BBC Radio 1 节目Future Sounds计划在同一天播出名为“Twenty One Pilots Hottest Record”的一期节目，进一步证实了这个猜想。
2月22日，乐队在社交媒体上发布了一段名为“我是克兰西”的影片，其中回顾了故事情节，包括克兰西试图逃离德马、加入匪帮团（Banditos）、被德马主教抓获，以及逃往Voldsøy并获得了控制死尸躯体的超能力。影片最后，克兰西宣布他将“重返 Trench”。
2月28日，乐队在社交媒体上正式宣布，一首名为“Overcompensate”的新单曲及其音乐录影带将于次日美国东部时间13:00发布。

## 音乐录影带
该音乐视频由马克·C·埃什勒曼 (Mark C. Eshleman) 执导，主要在俄亥俄州哥伦布市的雅典娜剧场拍摄，并于2024年2月29日随歌曲放出。它以与Trench故事线相关的图片和景色开始。然后，画面显示乐队两人在一个音乐场所演奏，这里坐满了德马城的公民。扮演克兰西的约瑟夫向德马公民展示了他的日记图像以及城市地图，之后昏倒了。影片揭示我们在场馆看到的这一躯体实际上并非克兰西的躯体，而是由克兰西附体的一具尸体。影片显示他与邓扮演的火炬手一起到达了一个地方（推测是Trench大陆）。截至2024年3月11日，该视频在YouTube上的观看次数已超过 1000 万次。

## 曲目列表
| 数字下载 / 流播 | 数字下载 / 流播        | 数字下载 / 流播 |
| 曲序            | 曲目                   | 时长            |
| --------------- | ---------------------- | --------------- |
| 1.              | Overcompensate         | 3:56            |
| 2.              | Overcompensate（edit） | 3:11            |

## 排行榜
| Overcompensate週榜单(2024)         | 最高排名 |
| ---------------------------------- | -------- |
| 加拿大（Canadian Hot 100）         | 73       |
| 捷克（百強數位單曲榜）             | 77       |
| 全球（Billboard Global 200）       | 70       |
| 愛爾蘭（愛爾蘭唱片音樂協會单曲榜） | 49       |
| New Zealand Hot Singles (RMNZ)     | 3        |
| 英國（官方榜单公司單曲榜）         | 34       |
| 美国（《告示牌》百大單曲榜）       | 64       |
| 美國（《告示牌》Hot Rock Songs）   | 7        |
| 美國（《告示牌》Rock Airplay）     | 11       |

## 备注
1. ↑  《The Outside》的音乐录影带当中对此有所体现
2. ↑  所述内容在下列歌曲的音乐录影带有所体现 "Heavydirtysoul" (2017), "Jumpsuit" (2018), "Nico and the Niners" (2018), "Levitate" (2018), "Saturday" (2021), "The Outside" (2022) [9]